# Бхарти, Дивья
Ди́вья Ом Прака́ш Бха́рти (хинди दिव्या भारती, телугу దివ్య భారతి, англ. Divya Bharti; 25 февраля 1974, Бомбей, Махараштра, Индия — 5 апреля 1993, там же) — индийская актриса. Лауреат премии Filmfare Award за лучшую дебютную женскую роль (1993).

## Биография
Дивья родилась в Бомбее в семье страхового агента Ома Пракаша и его жены Миты. У неё были младший брат Кунал и сводная сестра Пунам, от первого брака отца. Её кузина Кайнат Арора тоже стала актрисой.
Дивья училась в средней школе имени Манески Купера, в районе Джуху и закончила девятый класс перед началом карьеры.
В 1988 году Дивья была замечена режиссёром Нанду Толани, который предложил ей сняться в одном из его фильмов. Первоначально она должна дебютировать в фильме «Король преступного мира» с популярным актёром 1980-х годов Митхуном Чакраборти, но предложенного ей персонажа удалили из сценария. Затем Кирти Кумар заметила её в видео-библиотеке и предложила ей подписать контракт на фильм Radha Ka Sangam, вместе с начинающим актёром Говиндой. Через несколько недель Кумар встретилась с Дилипом Шанкаром, чтобы освободить её от контракта. Однако после нескольких месяцев посещения уроков актёрского искусства и танцев она была исключена из проекта и заменена Джухи Чавлой.
После неудачных попыток в Болливуде, Дивья решила попытать счастья в региональном кинематографе, а именно в Толливуде. После встречи с местным кинопродюсером Д. Раманайду в 1990 году состоялся её дебют в фильме Bobbili Raja, где она сыграла с тогда популярным в штате актёром Венкатешем, и фильм имел большой коммерческий успех. В том же году она снялась вместе с актёром Анандом в тамилоязычном фильме Nila Penne, который провалился в прокате и стал её единственным фильмом на тамильском языке. Через год на экраны вышли два фильма, где она снялась в паре с популярным актёром Чирандживи Rowdy Alludu и Assembly Rowdy. В результате в начале 1990-х годов Дивья Бхарати стала одной из самых популярных и высокооплачиваемых актрис в Толливуде.
В 1992 году после успеха в кинематографе телугу она решила сделать очередную попытку в Болливуде, снявшись в фильме «Трое разгневанных мужчин 2» в паре с Санни Деолом. Фильм получил статус «средний» и положительную оценку среди зрителей, а песня «Saat Samundar» стала её визитной карточкой. Неделю спустя вышел фильм Dil Ka Kya Kasoor с актёром Притхви, который провалился в прокате. В марте того же года вышел фильм «Роса и пламя», где она сыграла вместе с Говиндой, заработавший коммерческий успех и положительную оценку критиков.
В том же году Дивья сыграла девушку, влюблившуюся сначала в певца, затем в молодого богатого юношу в фильме «Безумная любовь», который стал дебютом для актёра Шахруха Хана. Дивье фильм принёс единственную награду Filmfare в категории «Лучший дебют».
Несколько её фильмов, вышедших вслед за этим, стали популярными по всей стране. Один из них Balwaan стал дебютом для актёра Сунила Шетти. В октябре того же года она снова снялась в паре с Шахрухом Ханом в режиссёрском дебюте Хемы Малини «Танцовщица кабаре».
Добившись успеха в Болливуде, Дивья решила сниматься в одном фильме на телугу за год, чтобы не разочаровывать телугу-язычную публику. Так в 1992 году им стал Chittamma Mogudu, где она снова сыграла вместе с Моханом Бабу. В том же году вышел фильм Dil Hi To Hai, где она впервые снялась вместе с популярным тогда актёром Джеки Шроффом. Её героиня влюбляется в близнецов, наследников раджи одного маленького штата. В 1993 году вышел её последний при жизни фильм «Оруженосец», который провалился в прокате. 
Дивья погибла 5 апреля 1993 года, выпав из окна 5-го этажа своей квартиры. Ей было 19 лет.
Два законченных фильма Rang и Shatranj вышли уже после её смерти. А телугуязычный Tholi Muddhu доснимали с участием актрисы Рамбхи, которая была похожа на Дивью. Также на момент её смерти с её участием было отснято больше половины сцен фильма «Дорогая», которые затем были пересняты со Шридеви. Несколько фильмов, в которых она согласилась участвовать, были отложены на полку: Parinaam с Акшаем Кумаром, Kanyadaan с Риши Капуром и Chaal Pe Chaal вместе с Джеки Шроффом.

## Личная жизнь
На съёмках фильма «Роса и пламя» Дивья познакомилась с Саджидом Надиалвала. Пара встречалась некоторое время. Они поженились 10 мая 1992 года. После свадьбы она поменяла имя на Сана и перешла из индуизма в ислам.
Последующие фильмы с 1994-го по 1998-е годы, которые продюсировал, посвящал жене. В режиссёрском дебютном фильме «Драйв», на песню «Saat Samundar» были куплены права на эту песню, в одной сцене из этого фильма где герой Салмана Хана танцует под эту песню, но эта сцена стала даром почтения её памяти.

## Фильмография
| Год  |   | Русское название           | Оригинальное название       | Роль                |
| ---- | - | -------------------------- | --------------------------- | ------------------- |
| 1990 | ф |                            | Bobbili Raja (тел.)         | Рани                |
| 1990 | ф |                            | Nila Penne (там.)           | Сурья               |
| 1991 | ф |                            | Naa Ille Naa Swargam (тел.) | Пратуша             |
| 1991 | ф | Зять-бандит                | Rowdy Alludu (тел.)         | Рекха               |
| 1991 | ф | Хулиган из ассамблеи       | Assembly Rowdy (тел.)       | Пуджа               |
| 1992 | ф |                            | Dharma Kshetram (тел.)      | Пайял               |
| 1992 | ф | Трое разгневанных мужчин 2 | Vishwatma                   | Кусум               |
| 1992 | ф | Роса и пламя               | Shola Aur Shabnam           | Дивья Тхапар        |
| 1992 | ф | Певец                      | Dil Ka Kya Kasoor           | Сима/Шалини Саксена |
| 1992 | ф | Жизнь прекрасна            | Jaan Se Pyaara              | Шармила             |
| 1992 | ф | Безумная любовь            | Deewana                     | Каджал              |
| 1992 | ф | Сильный мужчина            | Balwaan                     | Дипа                |
| 1992 | ф | Танцовщица кабаре          | Dil Aashna Hai              | Лайла/Ситара        |
| 1992 | ф | Погасшая звезда            | Geet                        | Неха                |
| 1992 | ф |                            | Chittemma Mogudu (тел.)     | Читтемма            |
| 1992 | ф | Сердце только для тебя     | Dil Hi To Hai               | Бхарати             |
| 1993 | ф | Оруженосец                 | Kshatriya                   | Танви Сингх         |
| 1993 | ф |                            | Tholi Muddhu (тел.)         | Дивья               |
| 1993 | ф | Краски жизни               | Rang                        | Каджал              |
| 1993 | ф | Шахматы                    | Shatranj                    | Рену                |